# Tunnel de Staple Bend

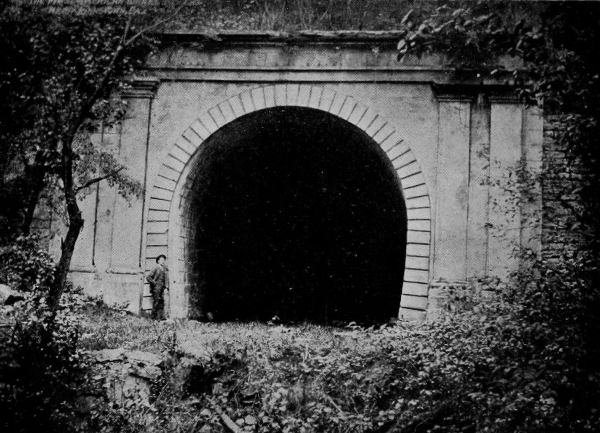
Le tunnel, dans une photo datant d'environ 1911. L'homme à gauche donne une idée de la hauteur du tunnel.

Le tunnel de Staple Bend se trouve environ 6,4 km à l'est de Johnstown, en Pennsylvanie, dans une ville appelée Mineral Point. Le tunnel a été le premier tunnel ferroviaire construit aux États-Unis. Il a été construit entre 1831 et 1834 pour le chemin de fer "Allegheny Portage Railroad". Le tunnel est long de 275 m. 
Le site a été désigné site historique national en 1994. 

## Traduction
- (en) Cet article est partiellement ou en totalité issu de l’article de Wikipédia en anglais intitulé « Staple Bend Tunnel » (voir la liste des auteurs).